# Манастир
Вижте пояснителната страница за други значения на Манастир.
Манастир или обител (от средногръцки: μοναστήριον, в свободен превод място за самота) е религиозна общност от монаси или монахини, която има свой устав и се ръководи от игумен. Манастир се нарича и комплексът от богослужебни, жилищни и стопански сгради на тази религиозна общност.
Терминът на български има и по-близката до оригинала форма монастир, която днес е архаизъм и се използва предимно от църковни автори. Българският термин обител също е архаизъм.
В Западна Европа и Англия се използва термина абатство (от лат. abbatia и арамейски abba, което означава „баща“), което по своята същност е синоним на манастир. Абатствата съществуват само в Западна Европа. То се различава като устройство и управление от източноправославните манастири. Те са нерядко стопански комплекси с не малка промишлено-стопанска роля. Абатство е манастир под управлението един абат. Тъй като понякога единствената съхранена сграда е църквата, думата абатство може да означава и централната манастирска църква, като например Уестминстърско абатство.

## Селища
В България има и 3 села с име Манастир, както и няколко села с производно име – Голям манастир, Малък манастир, Манастирица, Манастирище, Манастирско, Манастирци. Манастир е и името на град Битоля на гръцки и албански.